# بویتونی
بویتونی (انگلیسی: Buitoni) شرکت صنایع غذایی ایتالیایی است، که در سال ۱۸۲۷ تأسیس شد.